# Орлов, Григорий Григорьевич
Светлейший князь (с 1772) Григо́рий Григо́рьевич Орло́в (6 [17] октября 1734, село Люткино, Бежецкий уезд, Тверская губерния, Российская империя — 13 [24] апреля 1783, Москва, Российская империя) — генерал-фельдцейхмейстер, фаворит императрицы Екатерины II, второй из братьев Орловых, строитель Гатчинского и Мраморного дворцов. От него императрица имела внебрачного сына Алексея, родоначальника графского рода Бобринских.

## Биография
Второй сын новгородского губернатора Григория Ивановича Орлова (1685—1746) и его жены Лукерьи Ивановны Зиновьевой. Родился 6 (17) октября 1734 года в родовой усадьбе Орловых в селе Люткино. Детство его прошло в Москве. Начальное образование получил дома. В 1749 году, 15-летним, записан в лейб-гвардии Семёновский полк рядовым. В 1757 году переведён офицером в армию и принял участие в Семилетней войне. В сражении при Цорндорфе получил три ранения, но не покинул поле боя. Это сделало его весьма популярным в офицерской среде. В 1759 году переведён на службу в столицу в один из артиллерийских полков.
В 1760 году Григорий Григорьевич Орлов обратил на себя внимание генерал-фельдцейхмейстера графа П. И. Шувалова, который взял его к себе адъютантом. Рослый, статный и красивый, склонный к кутежам и смелым, рискованным похождениям, Орлов скоро составил себе в Санкт-Петербурге репутацию донжуана. Роман его с княгиней Куракиной, возлюбленной графа Шувалова, повлёк за собой отчисление от должности адъютанта и перевод в фузилёрный гренадерский полк, что только увеличило популярность Орлова в петербургском обществе. Им заинтересовалась царевна Екатерина Алексеевна (будущая императрица Екатерина II), супруга Петра III, и пожелала с ним познакомиться. Смелый, решительный характер Орлова привлёк симпатии царевны, которая и доверила ему свою судьбу. При её содействии Орлов, только что произведённый в капитаны, был назначен 23 февраля (6 марта) 1762 года цалмейстером (казначеем) Канцелярии главной артиллерии и фортификации, что оказало существенную помощь дворцовому перевороту в 1762 году, так как ставило его вне подозрений о близости к императрице и в то же время давало ему возможность располагать денежными средствами, нужными для пропаганды задуманного переворота.
Успех последнего вознёс Орлова на вершину почестей и влияния. В день восшествия Екатерины II на престол, 28 июня (9 июля) 1762 года, артиллерии капитан Григорий Орлов был произведён в генерал-майоры. В тот же день ему было пожалованы звание действительного камергера, орден Св. Александра Невского и шпага, богато украшенная бриллиантами.
В день своей коронации, 22 сентября (3 октября) 1762 года, императрица Екатерина II произвела генерал-майора Григория Григорьевича Орлова в генерал-поручики и назначила своим генерал-адъютантом. Кроме того, именным Высочайшим указом от 22 сентября (3 октября) 1762 года камергер Иван, генерал-поручик Григорий, гвардии майор Алексей, камер-юнкеры Фёдор и Владимир Григорьевичи Орловы возведены, с нисходящим их потомством, в графское Российской империи достоинство.
Грамотой римского императора Франца I от 10 (21) июня 1763 года действительный камергер, генерал-адъютант, генерал-поручик, граф Российской империи Григорий Григорьевич Орлов возведён, с нисходящим его потомством, в княжеское Римской империи достоинство, с титулом светлости.
22 июля (2 августа) 1763 года Высочайшим указом императрицы Екатерины II была учреждена Канцелярия Опекунства иностранных и Орлов назначен её президентом, коим он и оставался до самой своей смерти.
25 марта (5 апреля) 1764 года назначен лейб-гвардии Конного полка подполковником в чине генерал-поручика, 30 декабря 1764 (10 января 1765) года произведён в генерал-аншефы. 25 марта (5 апреля) 1765 года назначен шефом Кавалергардского корпуса.
11 (22) мая 1765 года Орлов назначен генерал-фельдцейхмейстером по Артиллерийскому корпусу и генерал-директором по Инженерному корпусу, а ещё через некоторое время стал первоприсутствующим в Канцелярии главной артиллерии и фортификации.
Влияние Орлова особенно усилилось после раскрытия хитровского заговора, имевшего целью вырезать всю семью Орловых. Одно время императрица думала о бракосочетании со своим фаворитом, но план её вызвал большое сопротивление в обществе, в результате чего бракосочетание не состоялось.
Григорий Орлов не был выдающимся государственным деятелем. Скорее всего императрица смотрела на него как на податливый материал, который должен был поступать так, как ей нужно. На все государственные должности Орлов был назначен не по своей воле, но он обладал определённым темпераментом, авантюризмом и находчивостью, имел довольно точную оценку текущих событий и был полезным и сочувствующим консультантом во время раннего периода правления Екатерины II. Как президент Вольного экономического общества, он был также его самым видным защитником в великой комиссии 1767 года, хотя и нацеливался прежде всего на то, чтобы угодить императрице.
21 сентября (2 октября) 1771 года Григорий Орлов был послан в Москву «с полною мочию» для прекращения эпидемии чумы, уносившей до тысячи человек в день, и действительно принял вполне разумные по тем временам меры для прекращения эпидемии. В частности, он установил денежное вознаграждение выписываемым из больниц (женатым — по 10 рублей, холостым — по 5 рублей), что стало более действенной мерой против утаивания больных, чем самые строгие приказы.
По возвращении из Москвы императрица удостоила его изъявлением своей благодарности и, в память его подвигов, вручила ему именную медаль «За избавление Москвы от язвы в 1771 году» вначале с надписью «такового сына Россия имеет», впоследствии отчеканена ещё одна именная медаль с надписью «Россия таковых сынов в себе имеет», а также воздвигла в Царском Селе на дороге в имение Орлова в виде триумфальной арки огромные мраморные Гатчинские ворота с надписью «Орловым от беды избавлена Москва».
Орлов был одним из самых ранних пропагандистов идеи славянофильской эмансипации христиан против османского ига. В 1772 году Орлов был послан на мирный конгресс в Фокшаны (с 27.VII по 28.VIII) как первый российский полномочный представитель, где он потерпел неудачу в своей миссии, отчасти из-за упрямства османов, а отчасти (согласно Панину) по вине собственного буйного нрава. После возвращения Григория Орлова без разрешения в Санкт-Петербург его заменили младшим братом — Алексеем Орловым.
27 сентября (8 октября) 1772 года уволен на год за границу для поправления здоровья с полным жалованием, какое он в то время получал.
4 (15) октября 1772 года императрица дозволила ему принять от римского императора присланный ему на княжеское достоинство Римской империи диплом, соизволяя ему именоваться навсегда Римской империи светлейшим князем.
23 мая (3 июня) 1773 года в Указе Её Императорского Величества сказано: «Её Императорское Величество к удовольствию своему видя, что генерал-фельдцейхмейстера графа Орлова состояние здоровья поправилось, и желая всегда к пользе Империи употребить его природные отменные дарования, ревность и усердие к Её Императорскому Величеству и отечеству, именным Своим Высочайшим Указом, данным ему, генерал-фельдцейхмейстеру, объявить изволила, что Её Императорского Величества желание есть, чтобы он, господин генерал-фельдцейхмейстер и кавалер вступил паки в отправление дел, Её Императорским Величеством порученных».
15 (26) октября 1774 года уволен на 2 года за границу для излечения болезни.
5 (16) июня 1777 года 43-летний Григорий Орлов женился на своей 18-летней двоюродной сестре Екатерине Зиновьевой, но брак не был долгим. 25 апреля (6 мая) 1780 года уволен снова на 2 года за границу. Супруга скончалась в швейцарской Лозанне в июне 1781 года в возрасте 22 лет от чахотки, после чего Орлов тронулся рассудком и впал в детство.

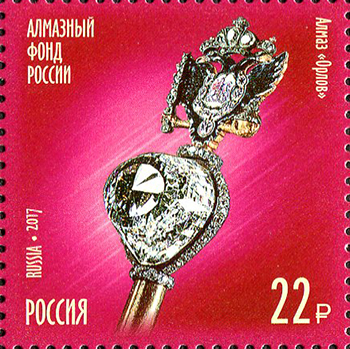
Почтовая марка России, 2017 г., из серии «Сокровища России. Алмазный фонд Российской Федерации». На марке изображён алмаз «Орлов», подаренный Екатерине II в 1773 г. Дизайнер — А. Московец. Номер по каталогу — 2287.

Скончался Орлов в своём имении Нескучное под Москвой в ночь на 13 (24) апреля 1783 года, торжественные похороны состоялись 17 апреля. Отпевали Григория Орлова архиепископ Платон и крутицкий епископ Амвросий. Из дома гроб вынесли четверо братьев Орловых в сопровождении многих знатных лиц. Гроб с телом князя Орлова хотели было положить на парадный одр, но офицеры-конногвардейцы выпросили разрешение донести гроб своего любимого командира до места его последнего пристанища.
В популярной литературе встречается информация о том, что останки всех Орловых были сожжены большевиками в Отраде в 1924 году. Хотя Отрада действительно была уничтожена в 1924 году, гроб с телом Григория Орлова ещё в 1832 году был перенесён в новгородский Юрьев монастырь и захоронен на северной стороне Георгиевского собора у западной стены рядом с братьями Алексеем и Фёдором.
По другим данным, прах выдающегося сподвижника императрицы Екатерины II находился в монастыре лишь около 60 лет, а в 1896 году, в столетнюю годовщину со дня кончины императрицы, его правнук А. В. Орлов-Давыдов получил высочайшее дозволение перевезти останки в родовое имение «Отрада» на место прежнего упокоения. Торжественная церемония перезахоронения состоялась 24 февраля 1896 года. В 1924 году захоронение Орловых подверглось разграблению, а их останки были уничтожены.
Летняя коляска английской работы, подарок графа Григория Орлова императрице Екатерине II, выставлена в настоящее время в экспозиции Оружейной палаты (зал 9).

## Награды, звания, почести
- Граф Российской империи (с 1762)
- Светлейший князь Российской империи (с 1772),
- Генерал-аншеф (1764),
- Генерал-фельдцейхмейстер (1765),
- Над фортификациями генерал-директор (1765),
- Её Императорского Величества генерал-адъютант (1762),
- Шэф Кавалергардского корпуса (1765),
- Сенатор(1812)
- Действительный камергер (1762),
- Подполковник лейб-гвардии Конного полка (1764),
- Канцелярии Опекунства иностранных президент (1763),
- Ордена полученные на Российской службе:
  - Орден Святого Андрея Первозванного (1763),
  - Орден Святого Александра Невского (28 июня 1762),
  - Орден Святого Владимира I степени (1782)
  - Орден Святой Анны — Кавалер (степень)

## Портреты

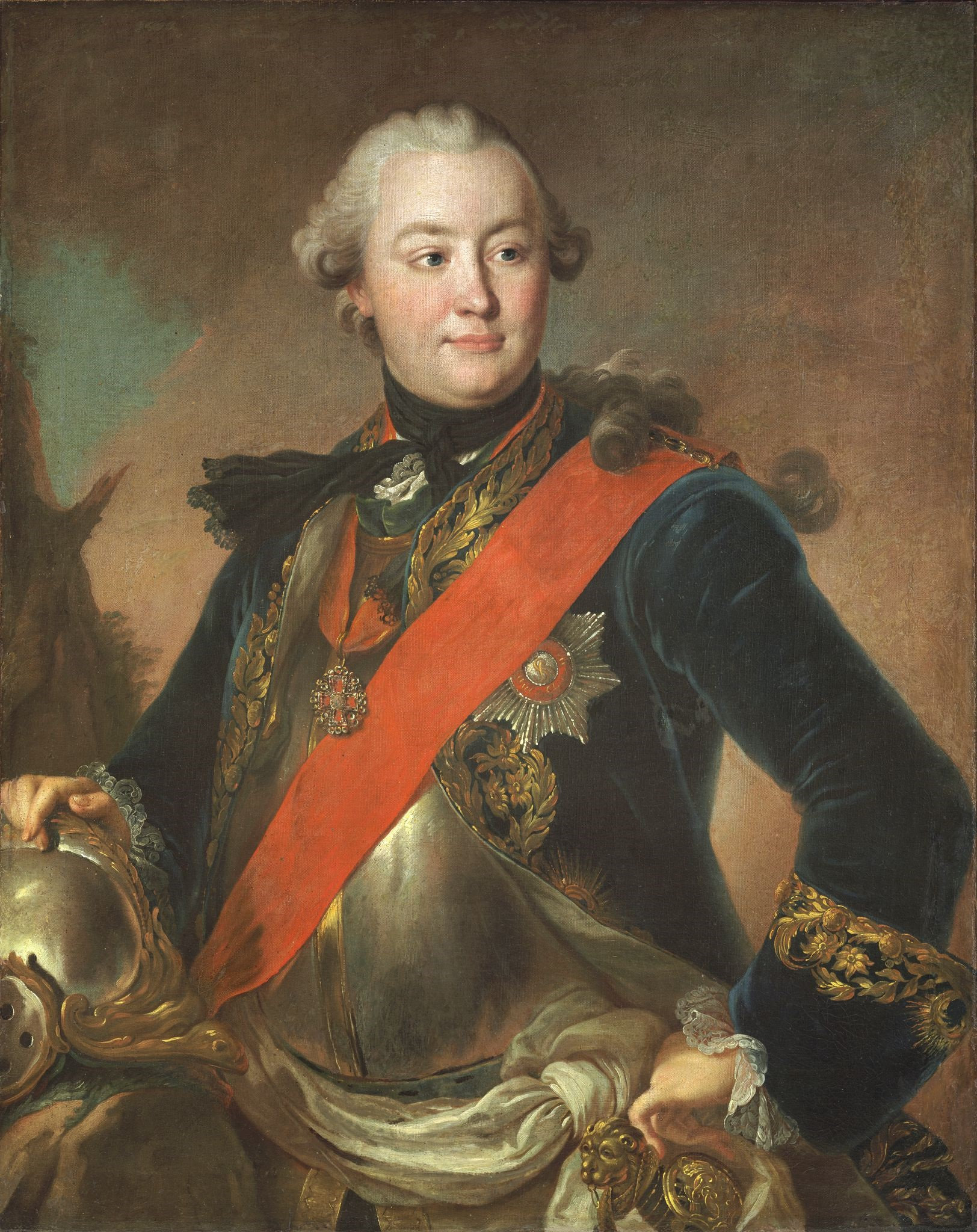
Портрет работы Ф. Рокотова, 1762-1763 гг. (ГТГ)
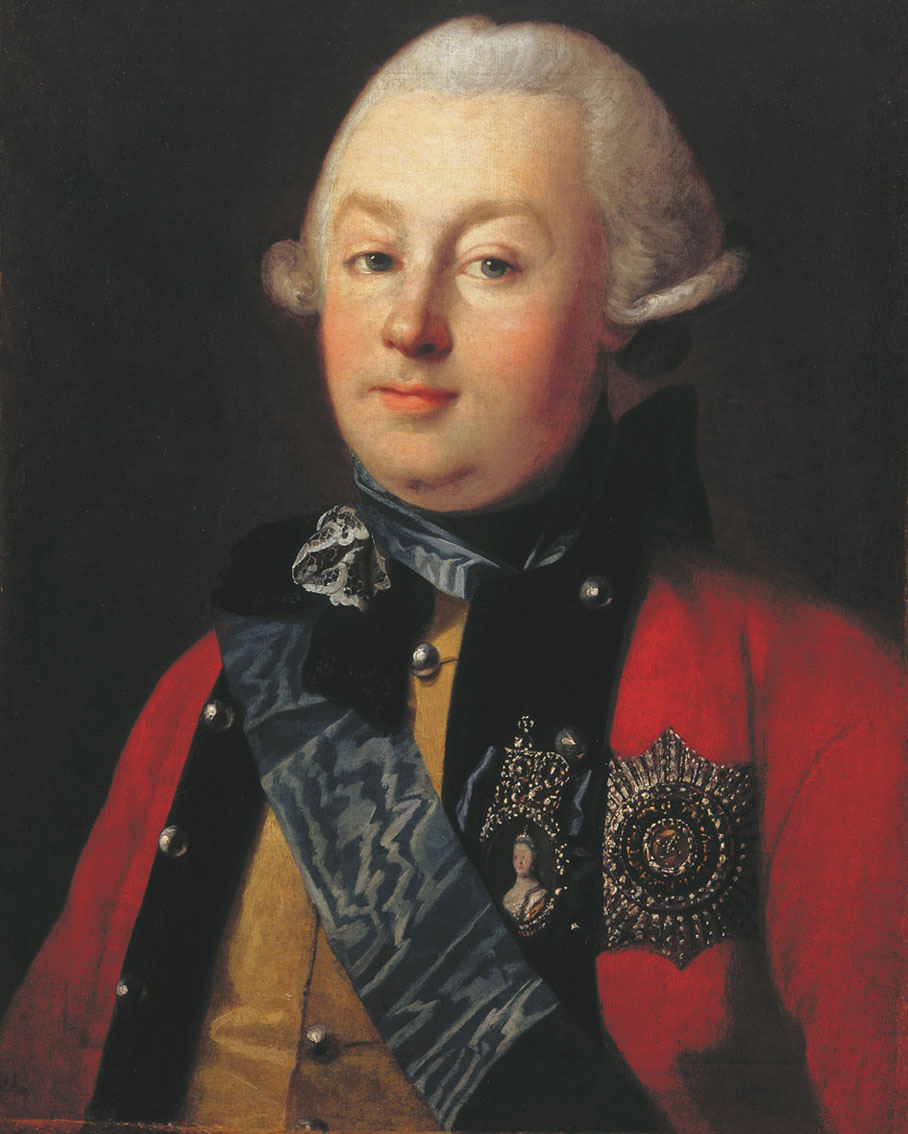
Портрет работы К. Л. Христинека, 1768 г. (ГРМ)
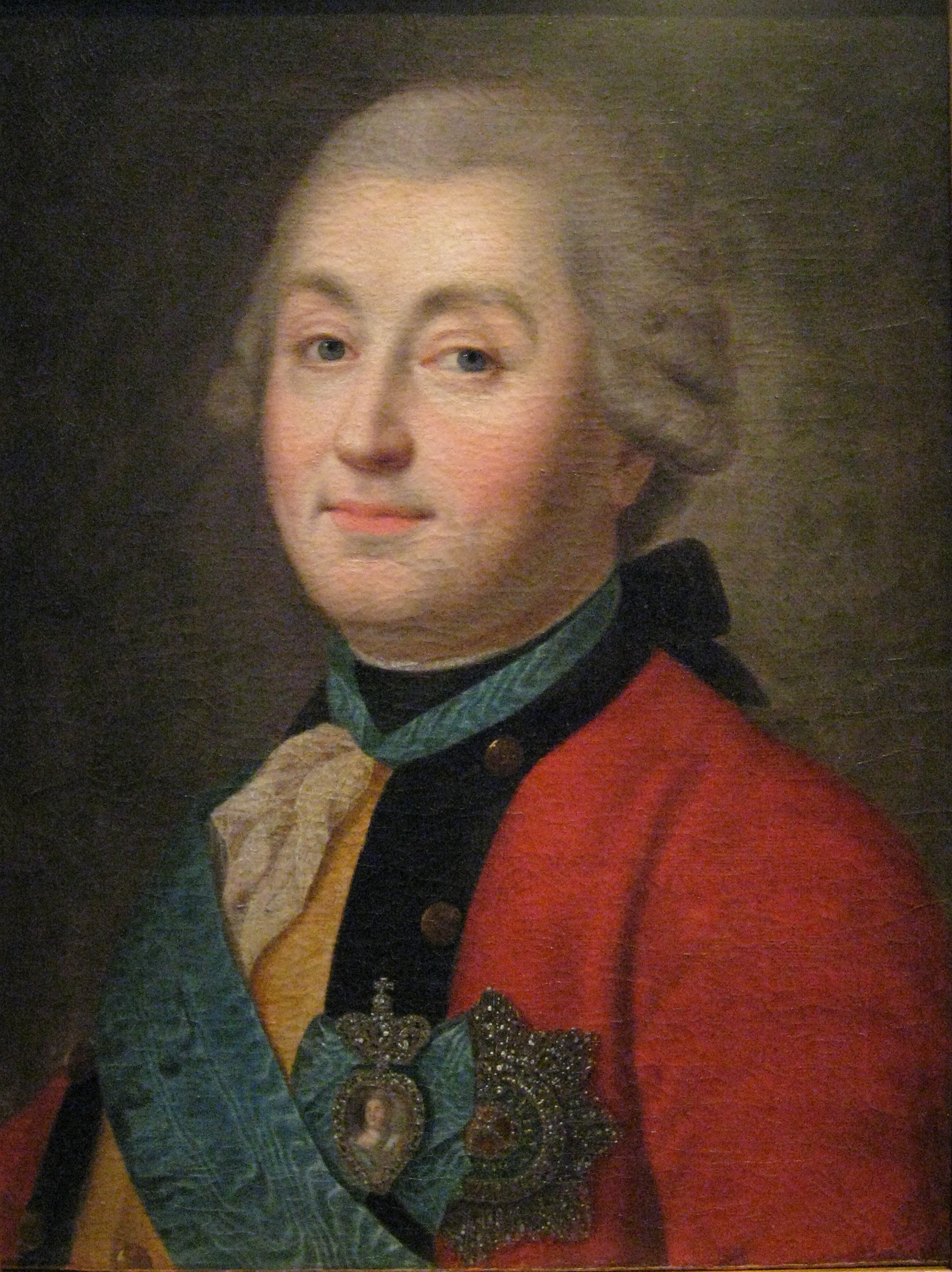
Портрет работы неизвестного художника, копия с оригинала 1770-х гг. (ГИМ)
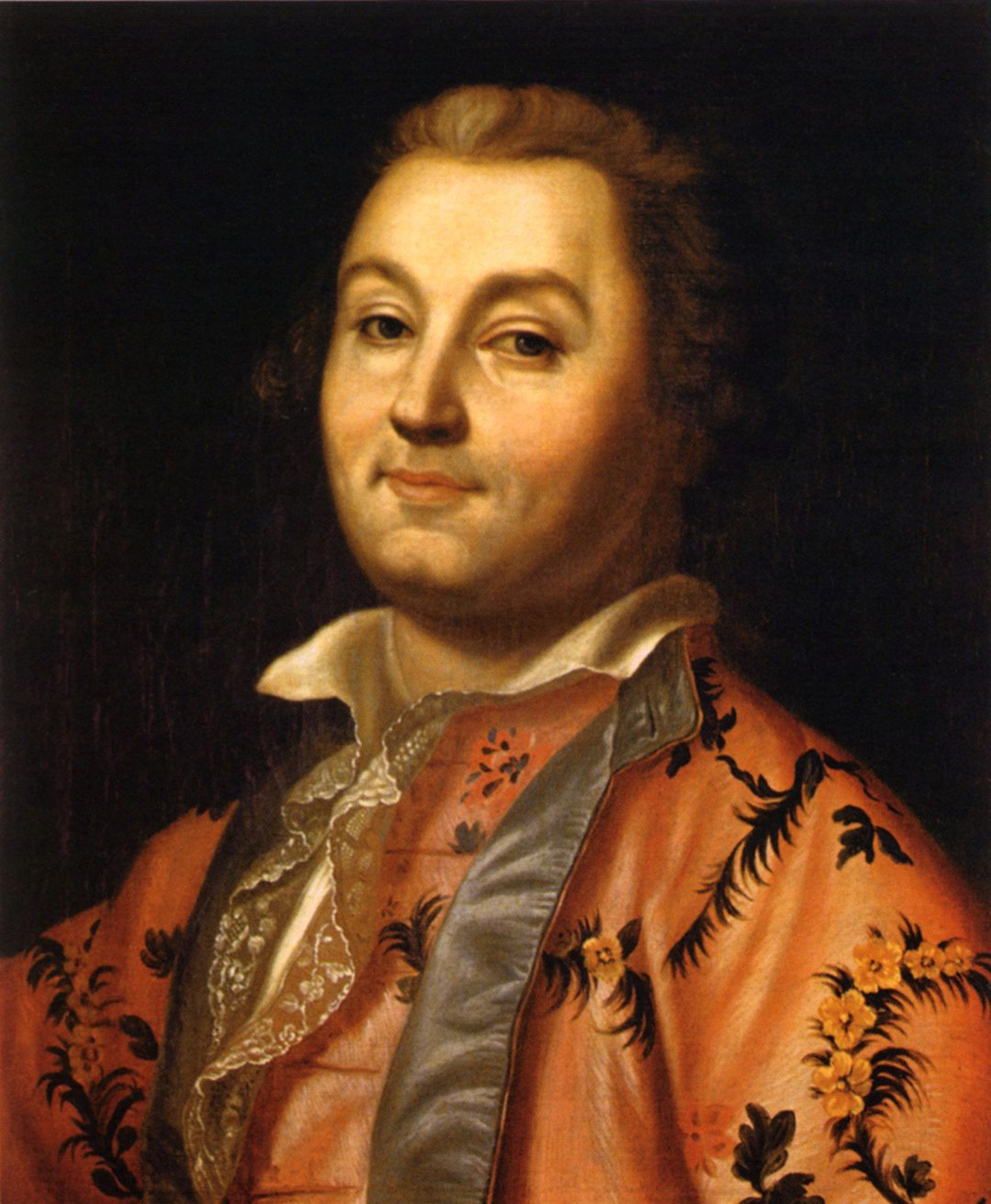
Портрет работы неизвестного художника, XVIII в.
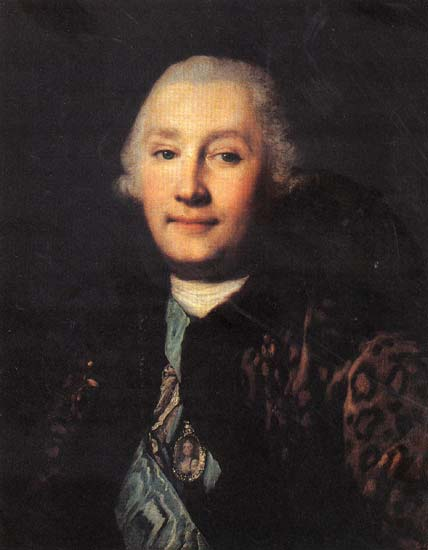
Портрет работы В. Эриксена, XVIII в. (ГТГ)
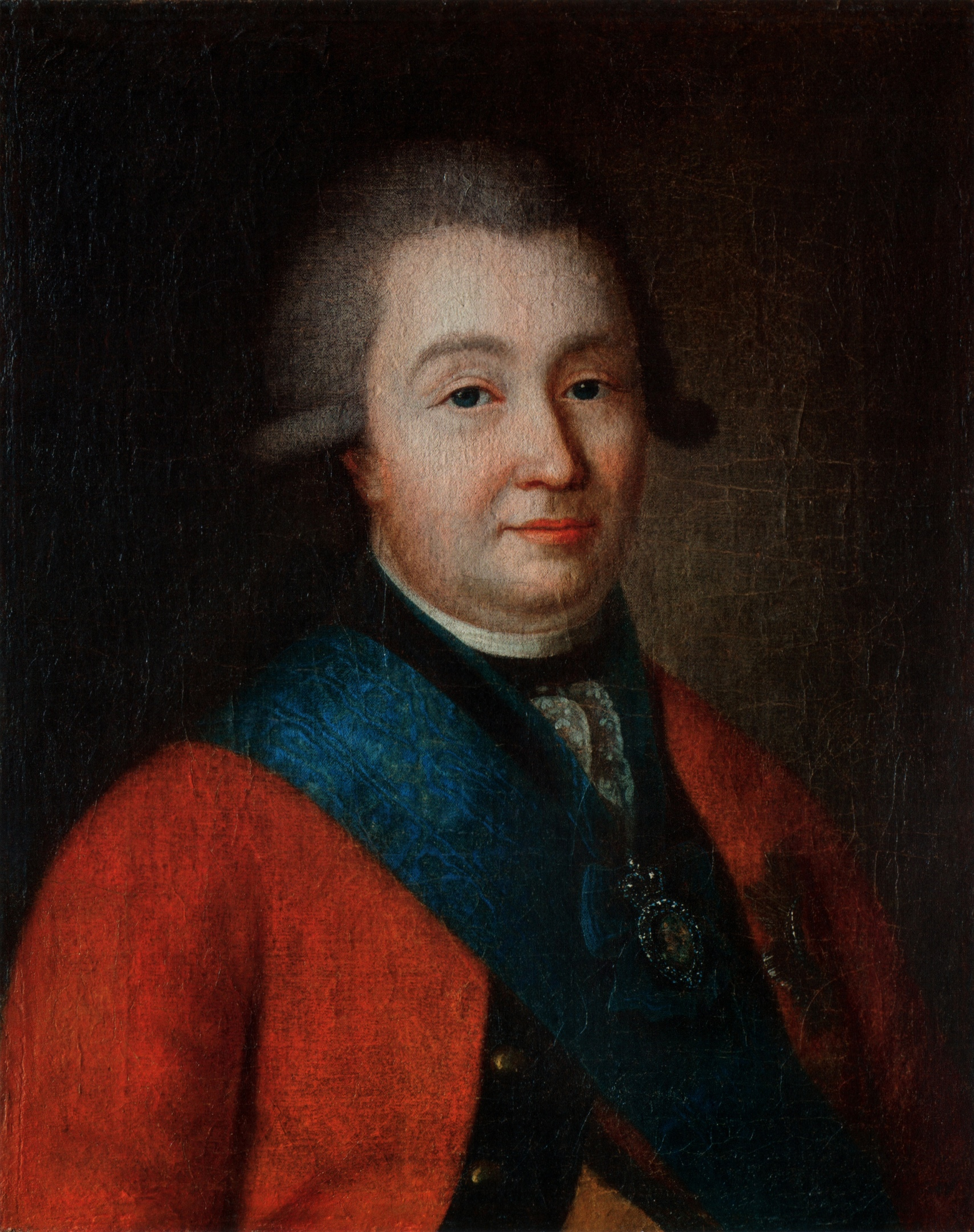
Портрет работы неизвестного художника, конец XVIII в.
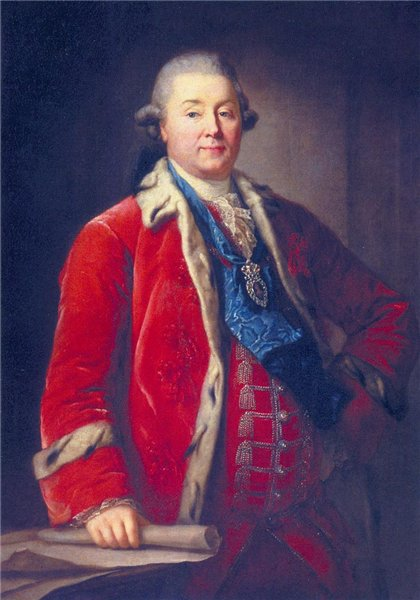
Портрет работы неизвестного художника, 1770-е гг.

## Имения

### Большой Гатчинский дворец

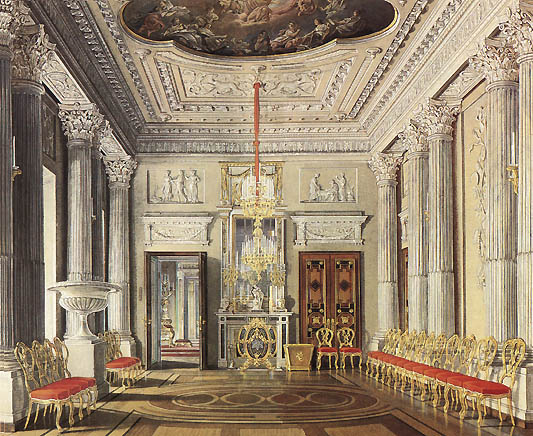
Интерьер Гатчинского дворца

Григорий Орлов является основателем гатчинского дворцово-паркового ансамбля, его главного детища. Мыза Гатчина была подарена ему Екатериной II в 1765 году, а 30 мая 1766 года началось строительство Большого Гатчинского дворца по проекту итальянского архитектора Антонио Ринальди.
Дворец строился в итальянском стиле и воспроизводил роскошную итальянскую виллу (то, что Ринальди ездил в Англию и гатчинский дворец построен по образцу английских замков — это глубоко укоренившийся миф). Внутреннее убранство не было великолепным, к тому же финансовые трудности Орлова, скорее всего, не позволили ему закончить дворец в том виде, в каком он задумывался. Но его убранство было выполнено с большим вкусом, а планировка отвечала всем современным требованиям. Значительная часть отделки сохранилась до наших дней (Белый зал, Проходная Ринальди, помещения Малой анфилады — жилой половины хозяина, а также Вестибюль и коридоры первого этажа). В современной коллекции музея можно найти отдельные предметы убранства орловского времени. Это древняя и современная скульптура, живопись, фарфор и т. п. Имелись во дворце и удобства — роскошная баня с локальным водопроводом: вода из водонагревательных баков по трубам поступала в ванны.
На рубеже 1760—1770-х гг. началось создание «английского сада». Работами руководили братья Сперроу (Спарроу), Джон и Чарльз. После смерти Джона был приглашен Джеймс Гекет (Гакет). Работы были завершены в конце 1790-х годов, уже при новом владельце, императоре Павле I.
В 1760—1780-х годах была построена новая дорога, соединившая Гатчину с Царским Селом и сделавшая Гатчину транзитным пунктом на пути из Петербурга в южные губернии России.

### Григорий Орлов и Лигово

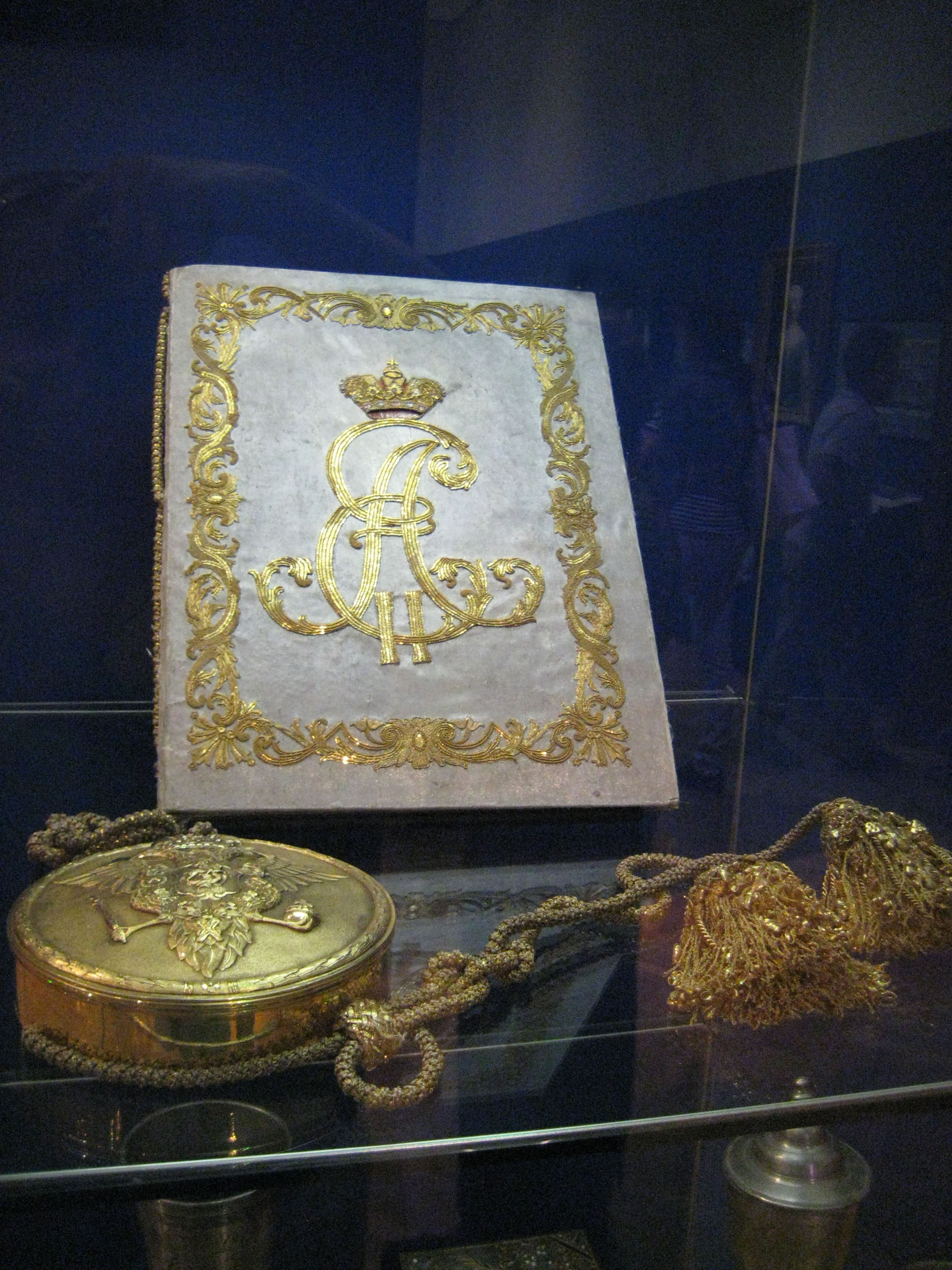
Жалованная грамота Екатерины II Орлову на графский титул. Санкт-Петербург, 1 июля 1763 г. Пергамент, чернила, акварель, гуашь, позолота, шелк, серебро. Девиз в гербе — Fortitudins et Constantia (Храбростию и постоянством).

В 1765 году Екатерина Вторая пожаловала своему фавориту графу Григорию Орлову мызу Лигово с деревнями Лигово, Ивановская, Новая, Старое Паново, Новое Паново, Новое Койрово и Сосновка. Земли поместья находились между дачами Александрино и Новознаменка и простирались от Финского залива до Лиговского канала. Имение пересекала Петергофская дорога с регулярным ансамблем «приморских дач».
Мыза размещалась в версте от Петергофской дороги, неподалёку от Лиговского пруда с каменной водяной мельницей. Каким было Лигово при графе Орлове, видно из подробного плана 1777 года: на западном берегу пруда, южнее плотины, находились мыза с пристанью и хозяйственные постройки. Господский дом, где Орлов принимал Екатерину, располагался на противоположном берегу. Это был симметричный комплекс из небольшого главного здания и двух протяженных флигелей по бокам.

## Дети
В законном браке Орлов детей не имел, однако вне брака прижил сына и несколько «воспитанниц»:
- Бобринский Алексей Григорьевич (1762—1813), внебрачный сын Г. Г. Орлова и императрицы Екатерины II, родоначальник графского рода Бобринских.
- Елизавета Григорьевна Алексеева (?.09.1760 — 5.08.1844[17]) — жена знаменитого немецкого поэта Клингера.
- Наталья Александровна (Григорьевна) Алексеева (1758—1808) — от отношений с Еленой Степановной Куракиной, урождённой княгиней Апраксиной (1735—1768), вышла замуж за генерала от инфантерии графа Фёдора Фёдоровича Буксгевдена (Friedrich Wilhelm von Buxhoeveden) (1750—1811)

Возможно, ещё одним внебрачным сыном был Оспенный Александр Данилович, Родился в 1763 году. (По неподтверждённым сведениям был внебрачным сыном дворянина (возможно, Григория Орлова))

## Образ в кино

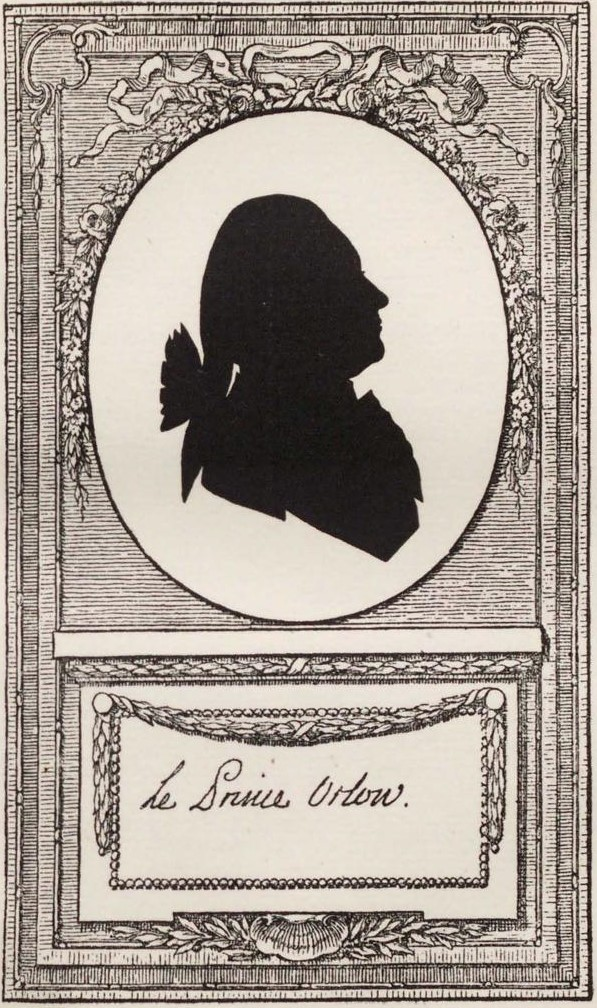
Силуэт Орлова Г. Г., XVIII век

- «Распутная императрица» (1934) — Гэвин Гордон
- «Екатерина Российская» / Caterina di Russia (1963) — Серджио Фантони.
- «Емельян Пугачев» (1978) — Анатолий Азо
- «Михайло Ломоносов» (1986) — Борис Клюев
- «Царская охота» (1990) — Александр Голобородько
- «Молодая Екатерина» (1991) — Марк Франкель
- «Фаворит» (2005) — Александр Поляков
- «Мушкетёры Екатерины» (2007) — Роман Агеев
- «Екатерина» (2014) — Сергей Стрельников
- «Временщик» (2014) — Евгений Воловенко
- «Великая» (2015) — Павел Трубинер
- «Екатерина. Взлёт» (2017) — Сергей Марин
- «Екатерина. Самозванцы» (2019) — Сергей Марин
- «Великая» (2020) — Саша Дхаван
- «Царская прививка» (2023) — Сергей Марин